# 庫巴赫河 (施瓦察赫河支流)
49°03′52″N 11°19′12″E / 49.06443°N 11.3201°E
庫巴赫河（德語：Kuhbach），是德國的河流，位於該國東南部，由巴伐利亞負責管轄，屬於施瓦察赫河的左支流，河道全長1.8公里，流域面積3.7平方公里。